# Simplonziege

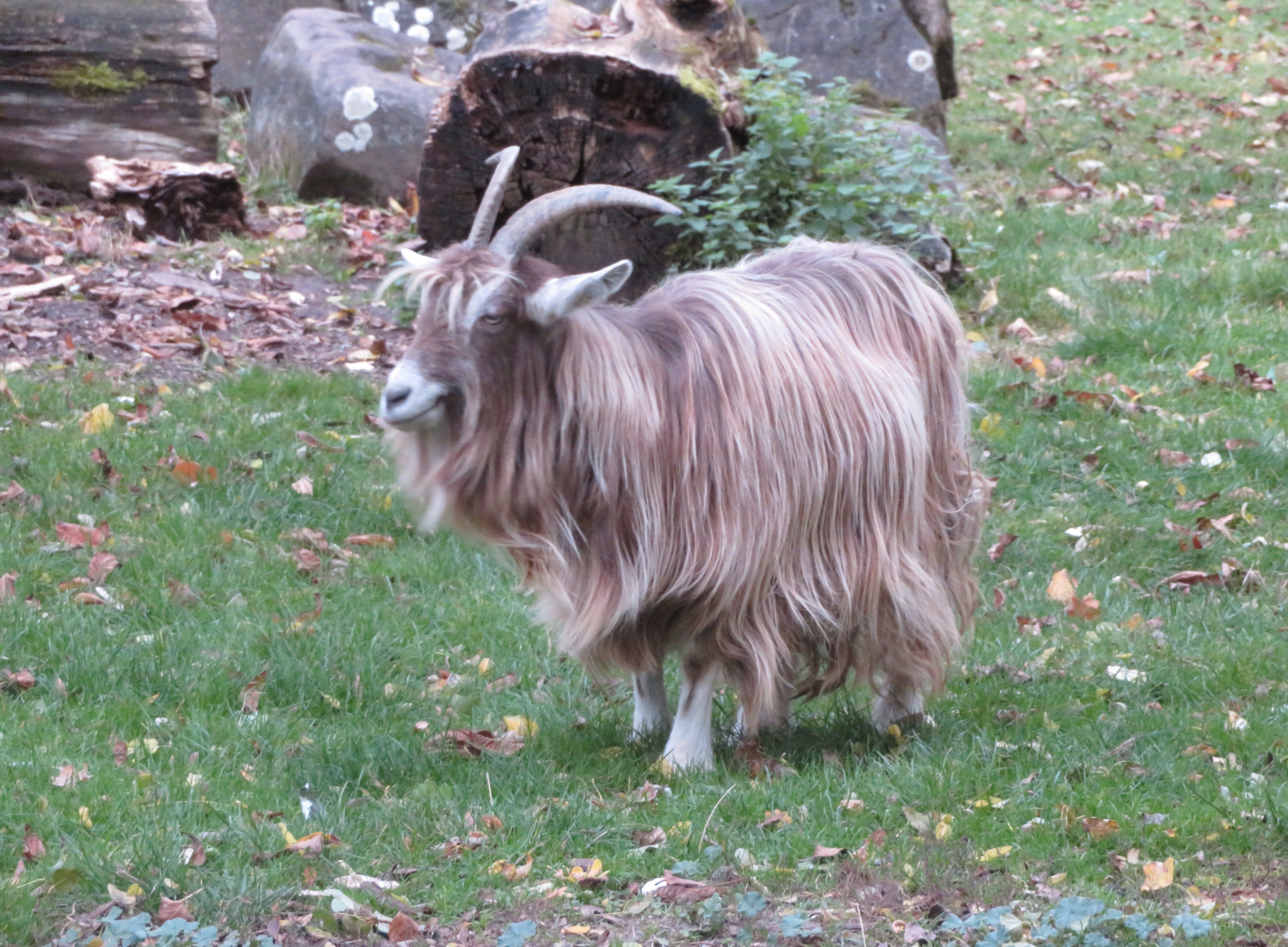
Simplonziege

Die Simplonziege, Capra Sempione, Simplerziege oder Gletschergeiss ist eine schweizerisch-italienische Gebirgsrasse der Hausziege. Ihren Ursprung hat sie in der Simplonregion. Sie gilt heute als stark gefährdet.

## Rassenmerkmale
Die Simplonziegen tragen ein langes, meist weisses Haarkleid. Die Rasse ist relativ gross, die Widerristhöhen liegen bei den Geissen bei 75 cm, bei den Böcken bei 85 cm. Die Gewichte der eher schlankgebauten Ziegen liegen bei den Geissen bei 55 kg, bei den Böcken bei 75 kg. Die Milchleistung ist gering. Genutzt wird sie zur Fleischproduktion und zur Landschaftspflege.

## Zuchtgeschichte und heutige Zuchtziele
Die Ziegenrasse hatte in der Simplonregion, im restlichen Wallis und Norditalien eine lange Tradition und war weit verbreitet. Bei der Rassenbereinigung 1938 wurde die Simplonziege nicht mehr als eigene Rasse anerkannt und galt seither in der Schweiz nicht mehr als offizielle Rasse. In Italien hingegen ist sie eine von 43 anerkannten Ziegenrassen, das Herdebuch wird von der Associazione Nazionale della Pastorizia geführt. Seit 2013 führt Pro Specie Rara in der Schweiz die Rasse im Zuchtbuch der Walliser Ziegen.
Im Vergleich zu den anderen Walliser Ziegen soll die Capra Sempione auf ein etwas kürzeres Haarkleid (Bodenfreiheit mindestens 20 cm) gezüchtet werden. Angestrebt wird zudem eine gute Mastfähigkeit und die Zucht grosser, robuster Tiere.

## Verbreitung
Früher war die Simplonziege im Wallis und dem angrenzenden italienischen Gebiet stark verbreitet. 2015 verzeichnete Pro Specie Rara jedoch nur noch 47 Tiere in der Schweiz und 39 in Deutschland und stufte die Rasse als stark gefährdet ein. Die Zahl der Tiere steigt jedoch seit der Aufnahme ins Zuchtprogramm durch Pro Specie Rara leicht an. Über Bestände in Italien ist nichts bekannt. Die Ernährungs- und Landwirtschaftsorganisation der Vereinten Nationen (FAO) führt die Capra Sempione seit 2007 als vom Aussterben bedrohte Rasse.